# Lilla Nygatan

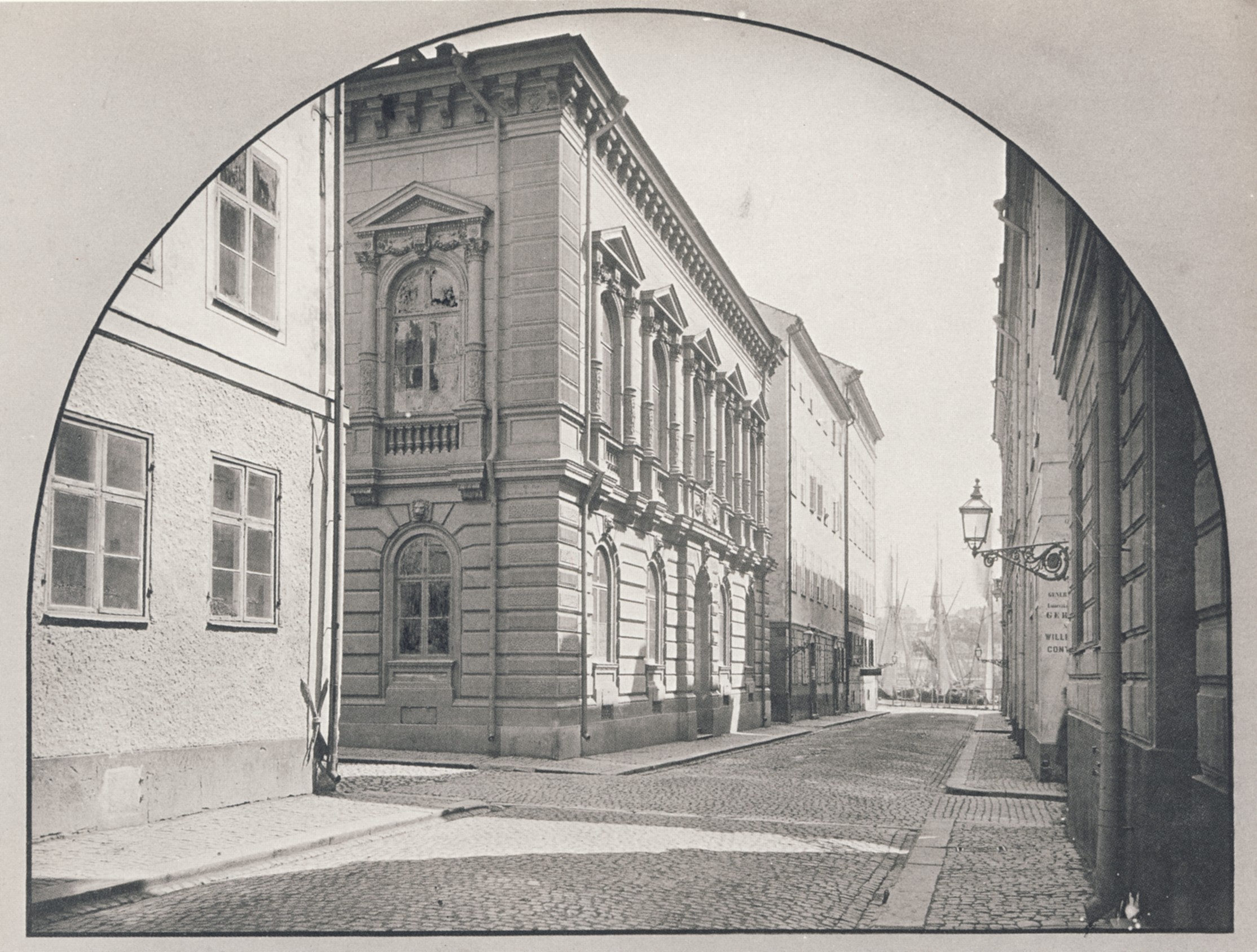
Lilla Nygatan år 1870.

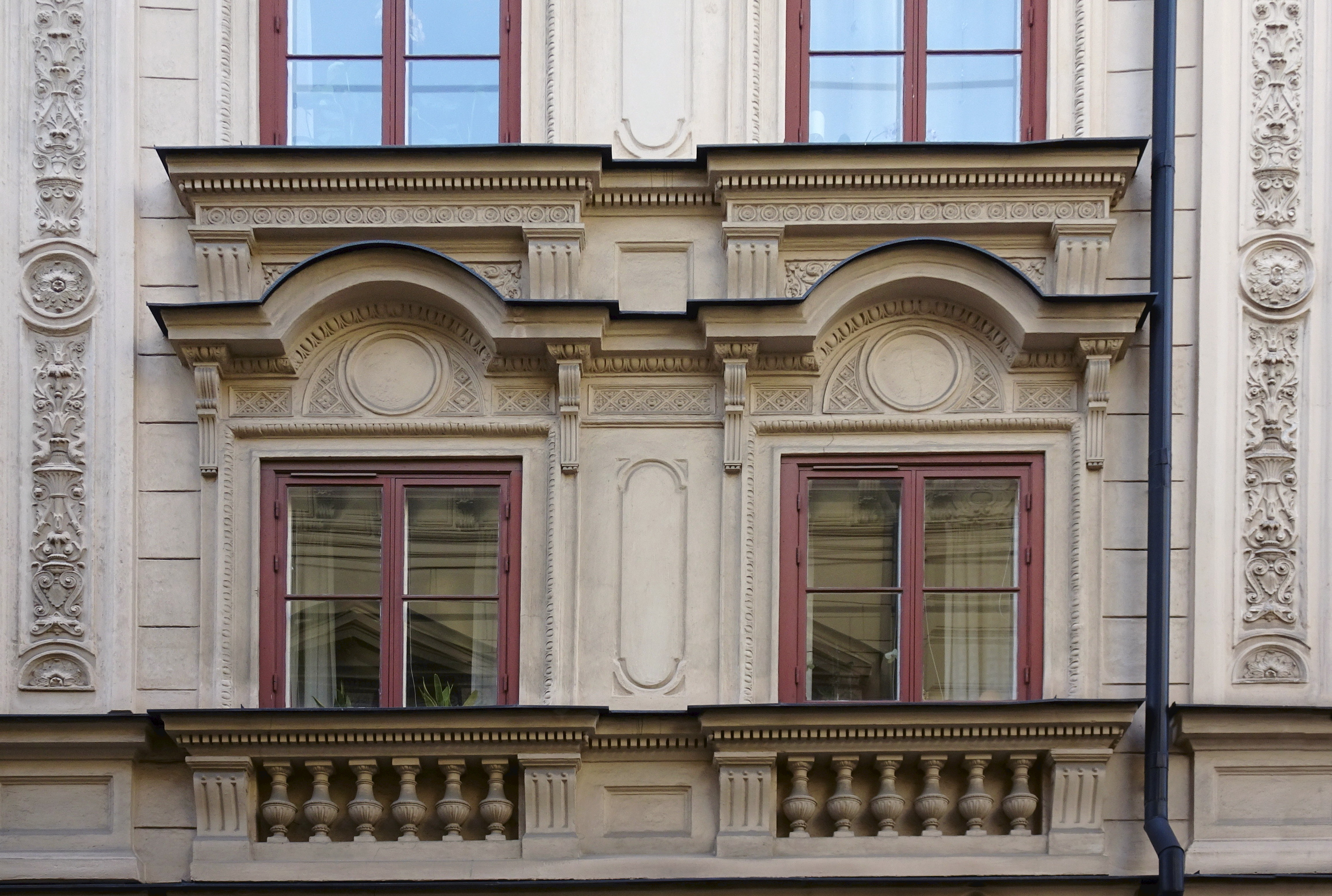
Fasaddetalj, Lilla Nygatan 18.

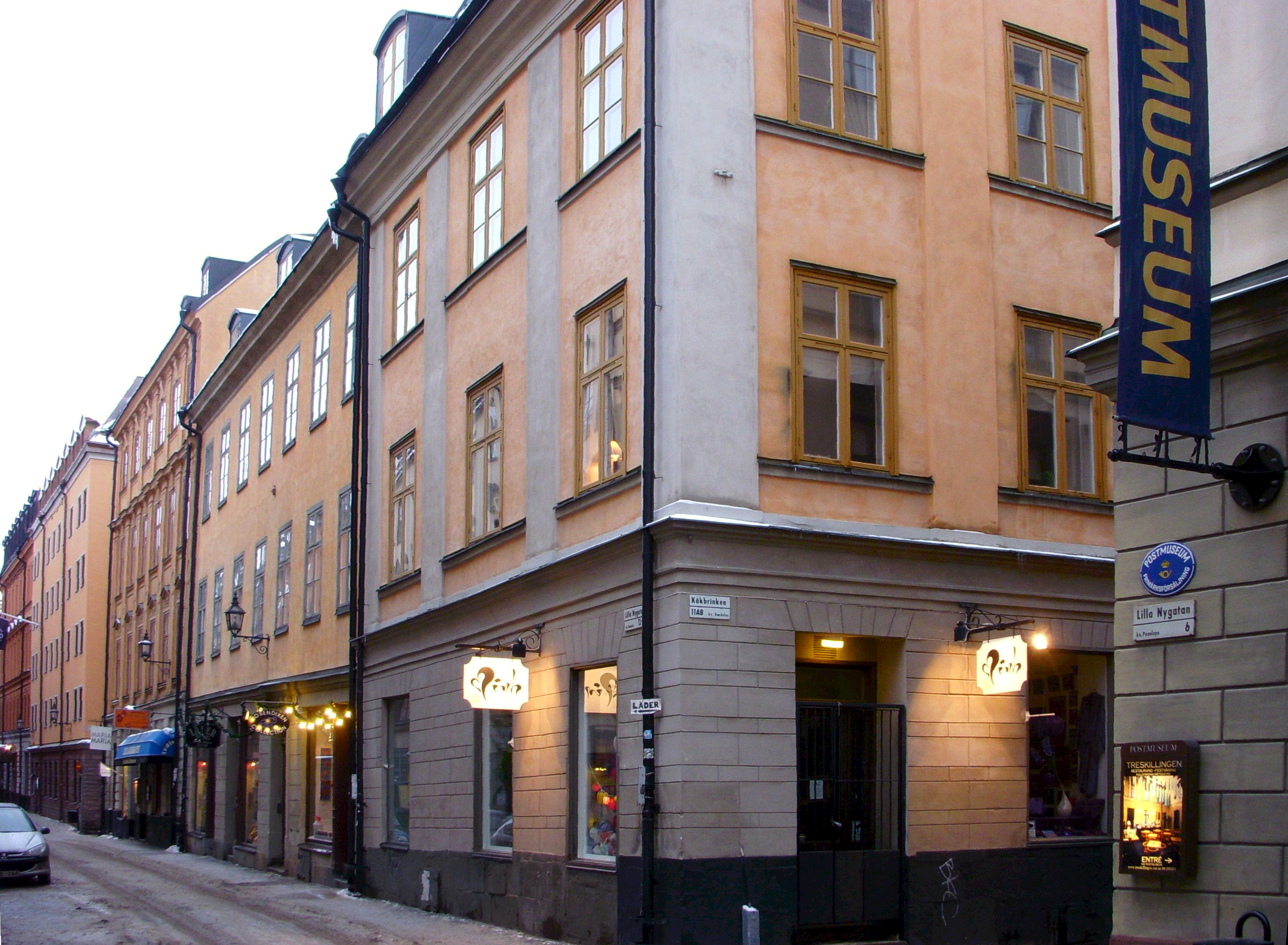
Lilla Nygatan 8-12.

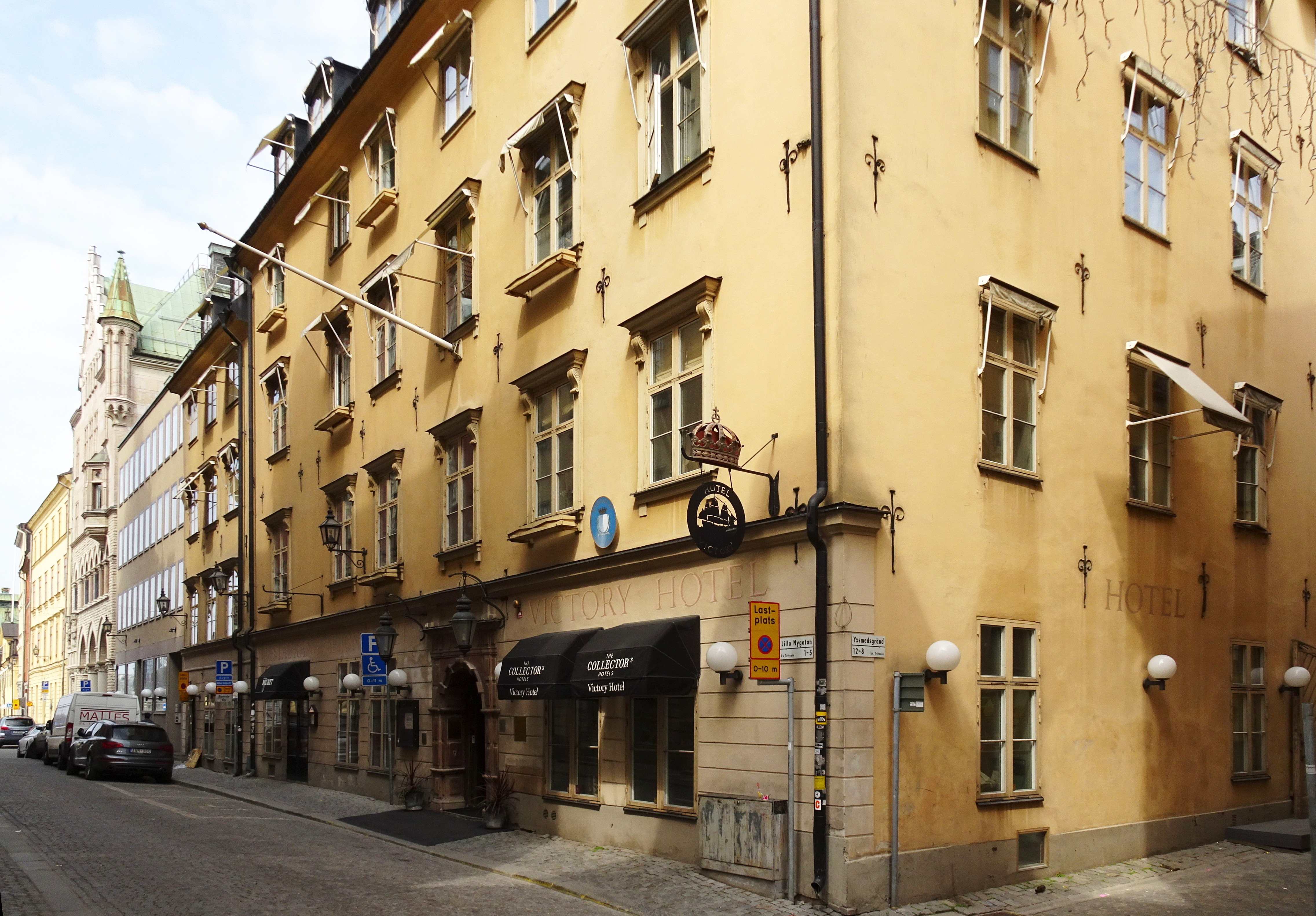
Lilla Nygatan 5, platsen för Loheskatten och Lejontornet.

Lilla Nygatan i Gamla stan, Stockholm, utgör tillsammans med Stora Nygatan huvudstråket genom det område som förstördes av den Stora branden 1625. Efter branden upprättades en ny stadsplan för detta område.

## Historik
Lilla Nygatan har haft skiftande namn genom historien. Den har kallats nedre nye gathen, nedhre Nye Gathun, nedre Nyegathon m.m. Gatan kallades även Bryggaregatan kring 1645, då flera tomter på gatans västra sida var bebyggda med bryggerier som ville ha närhet till sötvatten. Även Lilla Kungsgatan har använts, som en följd av att Stora Nygatan kallades Stora Kungsgatan. Kring 1720-talet stadgar sig det nuvarande namnet.
På grund av ständiga hopblandningar med Stora Nygatan föreslog namnberedningen 1921 att gatans namn skulle ändras till Postiljonsgatan med anknytning till Kungliga posthuset, förslaget genomfördes dock aldrig.

## Intressanta byggnader och kvarter
- Lilla Nygatan 5 − (Kvarteret Tritonia), här hittades Loheskatten 1937 och på husets innergård utgrävdes resterna efter Lejontornet 1984.
- Lilla Nygatan 6 – (Kvarteret Penelope), byggt 1662 och köpt av Posten 1720 för att använda som Kungliga posthuset. Numera är det landets Postmuseum.
- Lilla Nygatan 8 – (Kvarteret Daedalus), byggt på 1690-talet av slottsbyggmästaren Hans Buchegger. Här bodde Wendela Hebbe på 1840-talet.[3]
- Lilla Nygatan 11 – (Kvarteret Thisbe), det Rosenbergska Huset, byggt 1643 av krigsrådet Simon Rosenberg, ombyggd 1790-talet för Jernkontoret efter arkitekt  Thure Wennbergs ritningar, 1877-1888 efter arkitekt Hjalmar Kumliens ritningar och 1940-1943 efter arkitekt Albin Starks ritningar.
- Lilla Nygatan 13 – (Kvarteret Thisbe), det Schönfeldtska huset uppkallat efter assessor Greger von Schönfeldt och uppfört på 1670-talet av Lennart Torstensson.
- Lilla Nygatan 18 – (Kvarteret Iason) med en av Stockholms finaste 1870-tals fasader, ritad av Albert Törnqvist 1876.[4]
- Lilla Nygatan 23 – (Kvarteret Pan), byggt 1860 för Stockholms Enskilda Bank efter arkitekt Johan Fredrik Åboms ritningar.